# Rhacophorus omeimontis
Espèce
Synonymes
- Polypedates omeimontis Stejneger, 1924

Statut de conservation UICN

 LC : Préoccupation mineure
Rhacophorus omeimontis est une espèce d'amphibiens de la famille des Rhacophoridae.

## Répartition
Cette espèce est endémique de Chine. Elle se rencontre entre 700 et 2 000 m dans les provinces du Guizhou, du Hunan, du Hubei, du Guangxi et du Sichuan,.

## Étymologie
Son nom d'espèce, omeimontis, lui a été donné en référence au lieu de sa découverte, le mont Omei.

## Publication originale
- Stejneger, 1924 : Herpetological novelities from China. Occasional papers of the Boston Society of Natural History, vol. 5, p. 119-121 (texte intégral).